# Дитина (фільм, 2009)
Дитина (ісп. Chamaco, англ. The Kid: Chamaco) — американсько-мексиканська драма 2009 року.

## Сюжет
Мексиканський підліток мріє стати боксером. Батько його не любить і нічим не допомагає, сподіватися в житті він може тільки на себе. Але для занять боксом потрібні гроші. Волею долі син одного знайомого був професійним боксером, і він вирішує допомогти хлопчикові.

## У ролях
| Актор                | Роль                       |
| -------------------- | -------------------------- |
| Мартін Шин           | доктор Френк Ірвін         |
| Кірк Гарріс          | Мрія - Джиммі Ірвін        |
| Алекс Переа          | Авнер Торрес               |
| Майкл Медсен         | Віллі                      |
| Данні Переа          | Сільвана Торрес            |
| Софія Еспіноза       | Пауліна                    |
| Густаво Санчес Парра | Ригоберто Торрес           |
| Рауль Мендес         | поліціянт Мануель Квінтана |
| Крістіан Васкес      | Віло                       |
| Густаво Ганем        | Пончо                      |